# Dæmonen (film)
Dæmonen är en norsk svartvit stumfilm (drama) från 1911. Filmen är en av de allra tidigaste norska filmerna och regisserades av Jens Christian Gundersen tillsammans med Alfred Lind. Gundersen skrev också filmens manus och Lind agerade filmfotograf. Filmen spelades in i Köpenhamn, Danmark, med danska skådespelare. Den hade norsk premiär den 14 november 1911 och dansk premiär den 4 januari 1912 på Victoria-Teatret. I Danmark distribuerades filmen av Det Skandinavisk-Russiske Handelshus.

## Handling
Grevinnan Frida von Falkenstein får besök av general von Mannheimer och hans dotter Edith. Generalen är en gammal vän till grevinnans framlidne make. Samtidigt kommer den unge greven, löjtnanten Werner von Falkenstein på besök tillsammans med vännen baron Hugo von Langen. Både löjtnanten och baronen förälskar sig i Edith. Hon väljer den unge greven och baronen lämnar godset i bitterhet.

## Rollista
- Rasmus Ottesen – General von Mannheimer
- Ellen Tegner – Edith, Mannheimers dotter
- Richard Jensen – Baron Hugo von Langen
- Karen Sandberg – Estrelle, dansare
- Annegrethe Antonsen – Grevinnan Frida von Falkenstein
- Arne Strøm – Greve Werner von Falkenstein, löjtnant
- Ingeborg Hauge – Cleo, dansare
- Per Krohg – "Pierrot"
- Carla Rasmussen – "Pierette"
- Peter S. Andersen – Krüger
- Einar Rosenbaum